# Takaya Hashi
Takaya Hashi (jap. 土師 孝也 Hashi Takaya; właściwie Takaya Katō (jap. 加藤 孝也 Katō Takaya), ur. 8 września 1952) – japoński seiyū i aktor dubbingowy.

## Wybrane role głosowe
- Black Lagoon jako wiceprezes
- D.Gray-man jako Froi Tiedoll
- Erementar Gerad jako narrator
- Hokuto no Ken –
  - Toki,
  - Amiba
- Initial D jako Tōdō
- Jūni kokuki jako Król Kou
- Naruto Shippūden jako Kakuzu
- Pocket Monsters jako Munō
- Sailor Moon –
  - Sergei Azimov,
  - Brzuchomówca
- Sailor Moon Crystal jako Pharaoh 90
- Saint Seiya jako Lotus Aghora
- Samurai Champloo jako Inuyaka
- Shaman King jako Orona
- The Vision of Escaflowne –
  - Leon,
  - Yurizen